# Liste der denkmalgeschützten Objekte in St. Johann am Walde
Die Liste der denkmalgeschützten Objekte in St. Johann am Walde enthält die denkmalgeschützten, unbeweglichen Objekte der Gemeinde St. Johann am Walde im Bezirk Braunau am Inn.

## Denkmäler
| Foto |                 | Denkmal                                                                                 | Standort                                           | Beschreibung | Metadaten |
| ---- | --------------- | --------------------------------------------------------------------------------------- | -------------------------------------------------- | --- | --- |
| ja   | Datei hochladen | Heimatmuseum Beandhaus (Pointhaus) HERIS-ID: 68441 Objekt-ID: 81449                     | Geierseck 1 Standort KG: St. Johann                | 1987 erwarb die Gemeinde diese Sölde und errichtet darin ein Heimatmuseum. | BDA-Hist.: Q38119738 Status: § 2a Stand der BDA-Liste: 2025-06-30 Name: Heimatmuseum Beandhaus (Pointhaus) GstNr.: .106                            |
| ja   | Datei hochladen | Kriegerdenkmal HERIS-ID: 68440 Objekt-ID: 81448                                         | St. Johann am Walde Standort KG: St. Johann        | Das Soldatendenkmal nördlich der Pfarrkirche gedenkt der gefallenen Soldaten des I. und II. Weltkrieges. | BDA-Hist.: Q38119728 Status: § 2a Stand der BDA-Liste: 2025-06-30 Name: Kriegerdenkmal GstNr.: 1                                                   |
| ja   | Datei hochladen | Kath. Pfarrkirche hl. Johannes der Täufer und Friedhof HERIS-ID: 52579 Objekt-ID: 59759 | bei St. Johann am Walde 46 Standort KG: St. Johann | Ein gotischer Bau bei dem 1852 das Langhaus um zwei Joche erweitert und der 37 m hohe Westturm errichtet wurde. 1903 wurde im Süden ein Seitenschiff mit fünf Jochen angebaut. Der neugotische Hochaltar stammt aus der Werkstatt des Georg Wagner aus Braunau und wurde 1909 errichtet. | BDA-Hist.: Q26215728 Status: § 2a Stand der BDA-Liste: 2025-06-30 Name: Kath. Pfarrkirche hl. Johannes der Täufer und Friedhof GstNr.: .1, 1, 6/14 |